# Lilian Mbabazi
Lillian Mbabazi là một nhạc sĩ người Uganda. Cô là thành viên của ban nhạc Blu* 3.Blu*3. Năm 2014, cô là một trong những nghệ sĩ nổi bật trong mùa thứ hai của "Coke Studio Africa".

## Âm nhạc
Lillian bắt đầu hoạt động âm nhạc chuyên nghiệp vào năm 2003 sau các cuộc thi của ngôi sao nhạc Pop Coca-Cola dẫn đến sự hình thành của Blu* 3.Cô đã tìm thấy thành công âm nhạc với nhóm giành giải Nghệ sĩ / Nhóm xuất sắc nhất từ Uganda & Video âm nhạc hay nhất từ Uganda trong Kisima 2005 Giải thưởng âm nhạc, video của năm ("Hitaji") trong Giải thưởng âm nhạc Pearl of Africa năm 2005 - và Video của năm ("Burrn") trong Giải thưởng âm nhạc Pearl of Africa 2007 và được đề cử giải xuất sắc nhất Nhóm Đông Phi trong Giải thưởng Kora năm 2005, Album Đông Phi hay nhất (Hitaji) trong Giải thưởng âm nhạc Tanzania 2005 -, Video Đông Phi hay nhất ("Frisky") trong Giải thưởng Video âm nhạc O Channel 2006, Nhóm hay nhất và Trình diễn hay nhất trong Giải thưởng âm nhạc MTV Châu Phi 2009 - và Ca khúc Đông Phi hay nhất ('Where are you' with Radio & Weasel) trong giải thưởng âm nhạc Tanzania 2010.
Năm 2010, cô bắt đầu sự nghiệp solo và đã có những bài hát thành công như "Vitamin" với Weasel của bộ đôi Goodlyfe crew, "Kawa" và "Danger". Cô đã hợp tác với Goodlyfe crew, Navio, AY, P-Unit và Kitoko.
Năm 2016, Lillian đã giành được giải thưởng đầu tiên của mình tại Giải thưởng âm nhạc HiPipo danh giá cho bản song ca Memories with A Pass.